# Jerzy Lovell
Jerzy Lovell (ur. 1 stycznia 1925 w Drohobyczu, zm. 4 grudnia 1991 w Krakowie) – polski prozaik i reportażysta.

## Życiorys
Urodził się w rodzinie Stanisława, inżyniera leśnika, i Stanisławy z Dolińskich. Do szkoły powszechnej uczęszczał w Drohobyczu.
Po wybuchu II wojny światowej i zajęciu ziem wschodnich przez ZSRR, w kwietniu 1940 wraz z siostrą przedostali się na Węgry. Osadzony początkowo w więzieniu w miasteczku Volóc, przebywał następnie w obozie internowanych rodzin oficerskich w Pelsöc, w obozie w Kiskunlachóza i w obozie młodzieży polskiej w Balatonboglár, gdzie do 1945 uczył się w Gimnazjum i Liceum Polskim. Podczas wakacji pracował jako pomocnik murarski. W 1944 przebywał w Budapeszcie, gdzie pracował jako robotnik w browarze Polgári Sörgyár, następnie jako pomoc kuchenna w restauracji Baross.
Debiutował jako poeta w 1943 na łamach polskiego miesięcznika szkolnego „Młodzież”, a w 1954 wydał pierwszą książkę. 
Wiersze, artykuły i reportaże publikował w „Dzienniku Polskim” (1946–1947), „Echu Krakowa” (1946–1948), „Odrodzeniu” (1946–1947), „Odrze” (1946–1948).
W latach 1946–1949 był redaktorem gazety „Echo Krakowa”, a w latach 1950–1951 „Gazety Krakowskiej”. W latach 1947–1948 był członkiem PPR, od 1948 należał do PZPR. W 1950 ukończył Szkołę Dziennikarską przy KC PZPR. Od 1947 członek Związku Literatów Polskich. W okresie od 1951 do 1978 był redaktorem, sekretarzem redakcji, a następnie zastępcą redaktora naczelnego „Życia Literackiego”. W 1953 podpisał rezolucję ZLP w sprawie procesu krakowskiego. W 1957 został zastępcą redaktora naczelnego tygodnika „Fakty i Myśli”. W 1978 przeszedł na emeryturę.
Był mężem Janiny z domu Oborskiej (1922–2017), dziennikarki.
Zmarł w Krakowie, pochowany na cmentarzu Rakowickim (kwatera XXXIV-wsch-2).

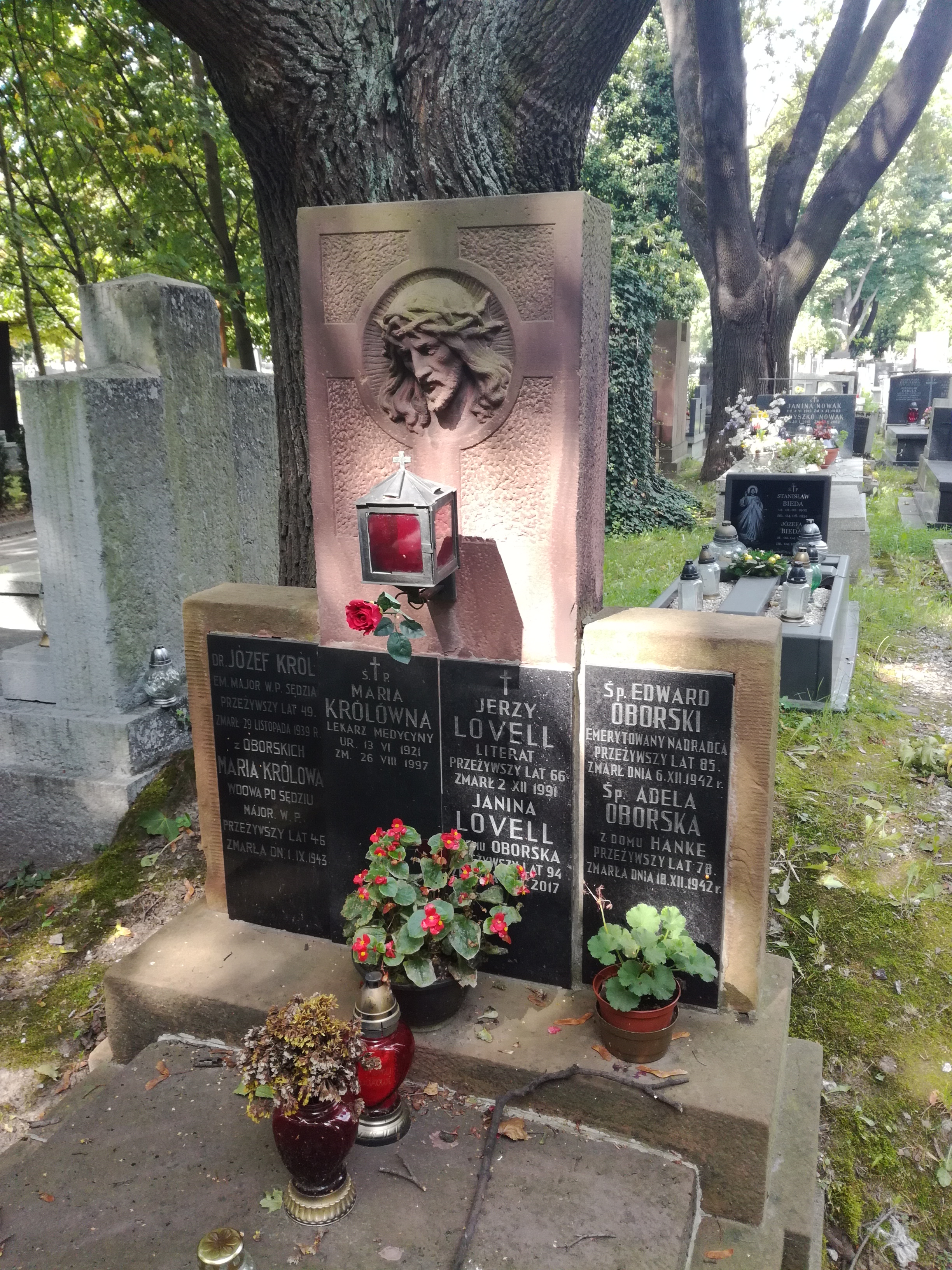
Grób Jerzego Lovella na cmentarzu Rakowickim w Krakowie

## Twórczość wybrana
- Jerzy Lovell, Bunt brzydulek: reportaże, Warszawa: Iskry, 1965, OCLC 255318344 [dostęp 2018-04-03]. Brak numerów stron w książce
- Jerzy Lovell, Losy nie darowane: reportaże, Warszawa: Iskry, 1969, OCLC 255318700 [dostęp 2018-04-03]. Brak numerów stron w książce
- Jerzy Lovell, Podróże polaków, Warszawa 1969, OCLC 255855061 [dostęp 2018-04-03]. Brak numerów stron w książce
- Jerzy Lovell, Dziewczyny i sex, Warszawa: Iskry, 1970, OCLC 1686537 [dostęp 2018-04-03]. Brak numerów stron w książce}
- Jerzy Lovell, Wydawnictwo Literackie, Polska, jakiej nie znamy: zbiór reportaży o mniejszościach narodowych, Kraków: Wydawnictwo Literackie, 1970, OCLC 830839034 [dostęp 2018-04-03]. Brak numerów stron w książce
- Jerzy Lovell, Tadeusz Piskorski, Opowieści spod kija, Poznań: Wydawnictwo Poznańskie, 1972, OCLC 804796677 [dostęp 2018-04-03]. Brak numerów stron w książce
- Jerzy Lovell, Jak żyć?: zbiór reportaży, Warszawa: Iskry, 1972, OCLC 799476251 [dostęp 2018-04-03]. Brak numerów stron w książce
- Jerzy Lovell, Księga ludzi, ptaków i ryb, Katowice: Śląsk, 1976, OCLC 169966524 [dostęp 2018-04-03]. Brak numerów stron w książce
- Jerzy Lovell, Piekło mężczyzn., 1977, OCLC 641462894 [dostęp 2018-04-03]. Brak numerów stron w książce
- Jerzy Lovell, Bliskie spotkania różnego rodzaju: reportaże, Warszawa: Iskry, 1982, ISBN 83-207-0422-7, OCLC 69488378 [dostęp 2018-04-03]. Brak numerów stron w książce
- Jerzy Lovell, Sezon w czyśćcu: collage reportażowy, Warszawa: Książka i Wiedza, 1982, ISBN 83-05-11048-6, OCLC 69489344 [dostęp 2018-04-03]. Brak numerów stron w książce
- Jerzy Lovell, Jak ukradłem duszę, Warszawa: Iskry, 1985, ISBN 83-207-0729-3, OCLC 69454285 [dostęp 2018-04-03]. Brak numerów stron w książce
- Jerzy Lovell, Opowieści wakacyjne, Warszawa: Iskry, 1989, ISBN 83-207-1057-X, OCLC 24262278 [dostęp 2018-04-03]. Brak numerów stron w książce

## Ordery i odznaczenia
- Krzyż Oficerski Orderu Odrodzenia Polski (1974)[2]
- Krzyż Kawalerski Orderu Odrodzenia Polski (1963)[2]
- Medal 10-lecia Polski Ludowej (1955)[1]
- Złota Odznaka „Za Pracę Społeczną dla miasta Krakowa” (1965)[5]

## Nagrody
- Nagroda tygodnika „Życie Literackie” za reportaże (1970)
- Nagroda im. Ksawerego Prószyńskiego (1978)